# Gjulagarak
Gjulagarak – wieś w Armenii, w prowincji Lorri. W 2011 roku liczyła 1870 mieszkańców.